# Jesús Vásquez
Jesús Vásquez, nata María de Jesús Vásquez Vásquez, (Lima, 20 dicembre 1920 – Lima, 3 aprile 2010), è stata una cantante peruviana, creola, nota come la Regina e Signora della Canzone Creola, epiteto ottenuto nel 1939.

## Biografia
Era figlia di Pedro Vásquez e María Jesús Vásquez Vásquez, nata nella via centrale di Pachacamilla (oggi Jirón Chancay), in un vicolo di proprietà della famiglia Paz Soldan, nella stessa strada dove ha sede la Confraternita del Signore dei Miracoli di cui fu fedele devota dalla sua infanzia.

### Primi anni
Cominciò a cantare sotto la guida di sua madre. Lei dice che iniziò a cantare per ispirazione divina e i suoi primi passi nell'arte furono nel Colegio de Las Nazarenas di Lima.
A 18 anni fece il suo debutto il 3 febbraio 1939, in uno studio della ex Radio Grellaud, dove cantò tre canzoni alle 11 di sera. Dopo due mesi di lavoro, nel mese di aprile dello stesso anno fu incoraggiata dall'imprenditore cileno Sierralta, che era il direttore artistico di Radio Goycochea. Lo portò alla sua stazione radio, insieme al compositore Lucho de la Cuba, che proveniva dal gruppo Los Criollos e le offrì di fare un provino, iniziando a cantare e ogni puntata che veniva trasmessa ogni settimana la pagava 50 centesimi. Grazie al successo ottenuto, le audizioni furono fatte 3 volte alla settimana, raggiungendo spazi in matinée, a ora di pranzo e di notte.
Il suo riconoscimento venne per la sua interpretazione del vals peruviano El Plebeyo di Felipe Pinglo Alva in un invito ad eseguire un tributo al compositore presso il Teatro Segura. Già godendo già di una buona ammirazione e cresciuta in popolarità grazie a questo tributo, il compositore Pedro Espinel, la portò al Centro Musical Felipe Pinglo, che si trovava nel quartiere Barrios Altos.

### Regina e signora della canzone creola
Il 19 luglio 1939, la rivista La Lira Limeña organizzò un concorso musicale nel cinema Teatro Apolo nel quartiere Chirimoyo con voto popolare dei suoi radioascoltatori. Jesús Vásquez vinse la gara e fu incoronata come la Reina y Señora de la Canción Criolla (Regina e la Signora della Canzone Creola).
Poco dopo fu ingaggiata per cantare al cinema nel film peruviano El gallo de mi galpón, dove interpretava El Plebeyo. Continuò la sua carriera artistica in Radio Nacional, Radio Victoria e Radio Lima; tutti la volevano come la figura centrale delle loro eccezionali trasmissioni quotidiane.
Iniziò a visitare l'interno del paese e nel 1945 si recò a Buenos Aires, firmando per le etichette discografiche Odeon e Dion, dove sotto la direzione musicale dei maestri Jorge Huirse e Carlos Martínez, rispettivamente, registrò canzoni come Todos vuelven, Cholita, Secreto, No quiero volver a querer, Morropón de San Miguel, e il già famoso El plebeyo, tra gli altri. Fece in seguito una tournée a livello internazionale, raggiungendo Cile, Bolivia, Colombia, Venezuela, America centrale, Stati Uniti, Messico, Francia e Australia.
Alla fine la canzone che la consacrò definitivamente fu il valzer Corazón, del maestro Lorenzo Humberto Sotomayor. Questo valzer fu registrato nel 1946 in Cile per Odeon. Nell'interpretazione era accompagnata dallo stesso compositore e dal suo gruppo Los Chalanes del Perú. Lorenzo Humberto Sotomayor, nella sua veste di padrino artistico, l'aveva sostenuta per ottenere le sue prime audizioni radiofoniche. Tuttavia, il più grande aiuto fu la composizione di molti delle canzoni scritte da lei stessa. Tra queste, oltre a Corazón, ci sono Burla, Mi pena e Sueño y realidad.
Nel corso della sua carriera ha registrato circa 60 LP 33 giri e 80 dischi di carbone, aggiungendo quelli che registrò in ogni città che visitò e inoltre condivise il palcoscenico con Celia Cruz, Pedro Vargas, Pedro Infante, Libertad Lamarque, Los Panchos, Raphael. Alla fine si ritirò nel 2005, a 87 anni.
Una delle sue figlie, Pochita Vásquez, ha seguito le sue orme nella musica.
Alla fine di ottobre 2007, la salute della cantante fu molto indebolita a causa di una polmonite e fu poi colpita dall'Alzheimer. Morì il 3 aprile 2010, a 89 anni di età, a causa di una complicanza multiorgano derivante da un intervento chirurgico intestinale.

## Associazione culturale musicale "Jesús Vásquez"
Fondata senza scopo di lucro il 20 dicembre 2005, la sua funzione è di recuperare, preservare e diffondere il lavoro artistico della cantante.
Il 1º maggio 2009, nel quartiere di San Miguel a Lima, è stata inaugurata la Casa museo Jesús Vásquez, dove sono esposti la sua discografia, fotografie, filmografia, diplomi, riconoscimenti e oggetti personali. Questo progetto mira a realizzare un progetto più ampio, il Museo della Musica Creola della Costa del Perù.

## Discografia
- Ayer, hoy y siempre... Jesús Vásquez
- Los Hits de Jesús Vásquez
- Retrato Musical
- En Ecuador, canta pasillos
- Reina de la Canción Criolla
- Interpreta a Felipe Pinglo
- Canciones de oro
- Mensaje de peruanidad
- La voz incomparable
- La historia de...
- La Reina y su Corte
- Jesús Vásquez con la guitarra de Óscar Avilés
- Aeroperú presenta sus mejores pasillos
- Jesús Vásquez y Víctor Dávalos, cantan juntos
- Tres estrellas con Enrique Lynch
- En Nueva York
- A mi Perú cariñosamente, con Lucho González.
- Mis Canciones Favoritas

## Filmografia
| El gallo de mi galpón | (Sigifredo Salas, | Amauta Films | 1938) |
| El guapo del pueblo   | (Sigifredo Salas, | Amauta Films | 1938) |
| Palomillas del Rímac  | (Sigifredo Salas, | Amauta Films | 1938) |

## Artisti correlati
- Lorenzo Humberto Sotomayor
- Jorge Huirse
- Alicia Lizárraga
- Teresita Velásquez
- Esther Granados
- Delia Vallejos